# Ana Maria Fonseca
Ana Maria Medeiros da Fonseca, ou mais simplesmente Ana Maria Fonseca (Fortaleza, 1950 – Campinas, 25 de março de 2018), foi uma historiadora cearense e pesquisadora na área de políticas públicas. Ela é reconhecida como a idealizadora do Bolsa Família, programa social lançado no governo de Luiz Inácio Lula da Silva. Ela coordenou esse programa de 2003 a 2004 e foi secretária-executiva do Ministério do Desenvolvimento Social em 2004. Faleceu em Campinas em 25 de março de 2018.
Especialista em programas de transferência de renda, coordenou o Núcleo de Estudos de Políticas Públicas (Nepp) da Universidade Estadual de Campinas, do qual era pesquisadora desde 1987. Estudou história na graduação e mestrado em história social na UNICAMP; realizou o doutorado na mesma área na Universidade de São Paulo.

## Publicações
- Das raças a familia : um debate sobre a construção da nação. 1992, Tese/Dissertação Universidade Estadual de Campinas, Instituto de Filosofia e Ciencias Humanas, Departamento de Historia
- Família e política de renda mínima. São Paulo : Cortez, 2001, ISBN 8524908181